# Manělovice
Manělovice (do poloviny 19. století Malenovice) je malá vesnice, část městyse Vrchotovy Janovice v okrese Benešov. Nachází se asi 2,5 km na sever od Vrchotových Janovic. V roce 2009 zde bylo evidováno 12 adres. Při východním okraji osady protéká Janovický potok, který je levostranným přítokem řeky Sázavy. Manělovice je také název katastrálního území o rozloze 2,42 km². V katastrálním území Manělovice leží i Libohošť.

## Historie
První písemná zmínka o vesnici pochází z roku 1552.
Za druhé světové války se ves stala součástí vojenského cvičiště Zbraní SS Benešov a její obyvatelé se museli 1. dubna 1944 vystěhovat.